# Marienfenster 1 (Évreux)

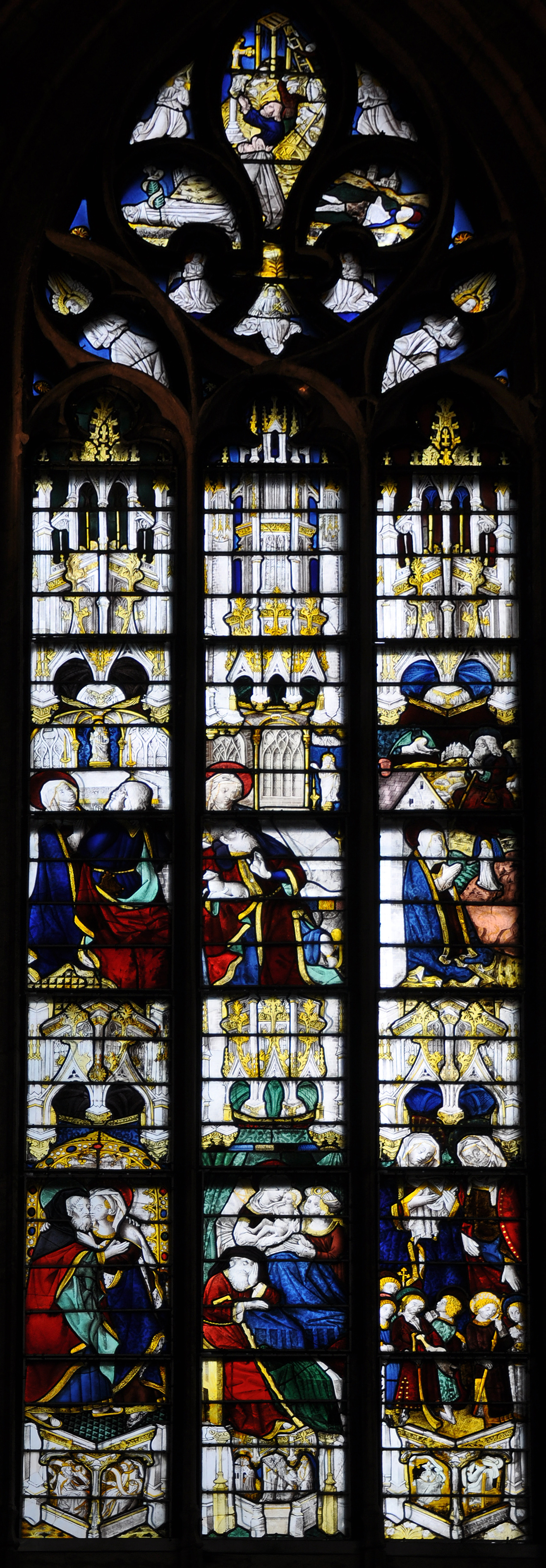
Marienfenster 1 in Évreux

Das Marienfenster 1 in der Kathedrale Notre-Dame von Évreux, einer französischen Stadt im Département Eure in der Normandie, wurde von 1467 bis 1469 geschaffen. Das Bleiglasfenster wurde 1862 als Monument historique zusammen mit dem Kirchenbau in die Liste der Baudenkmäler in Frankreich aufgenommen.
Das circa 5,80 Meter hohe und circa zwei Meter breite Fenster Nr. 3 im Chor wurde von einer unbekannten Werkstatt in Rouen geschaffen.
Das Fenster mit Szenen aus dem Leben Mariens wurde von König Ludwig XI. gestiftet. Oben von links nach rechts: Anna und Joachim beten im Tempel, die zurückgewiesenen Opfer und die Ankündigung der Geburt Jesu durch einen Engel an Anna und Joachim. Unten von links nach rechts: Begegnung an der Goldenen Pforte, Geburt Mariens, Maria Cleophas und Maria Salome (siehe auch Heilige Sippe) mit ihren Söhnen.
In der kleinen Szene unten in der Mitte empfängt Franz von Assisi den Papst Innozenz III.
Im oberen Maßwerk wird ein Wunder von Franz von Assisi dargestellt, wie er posthum einen Verurteilten mit einer Statue Mariens rettet. Umgeben wird die Szene von Engeln.

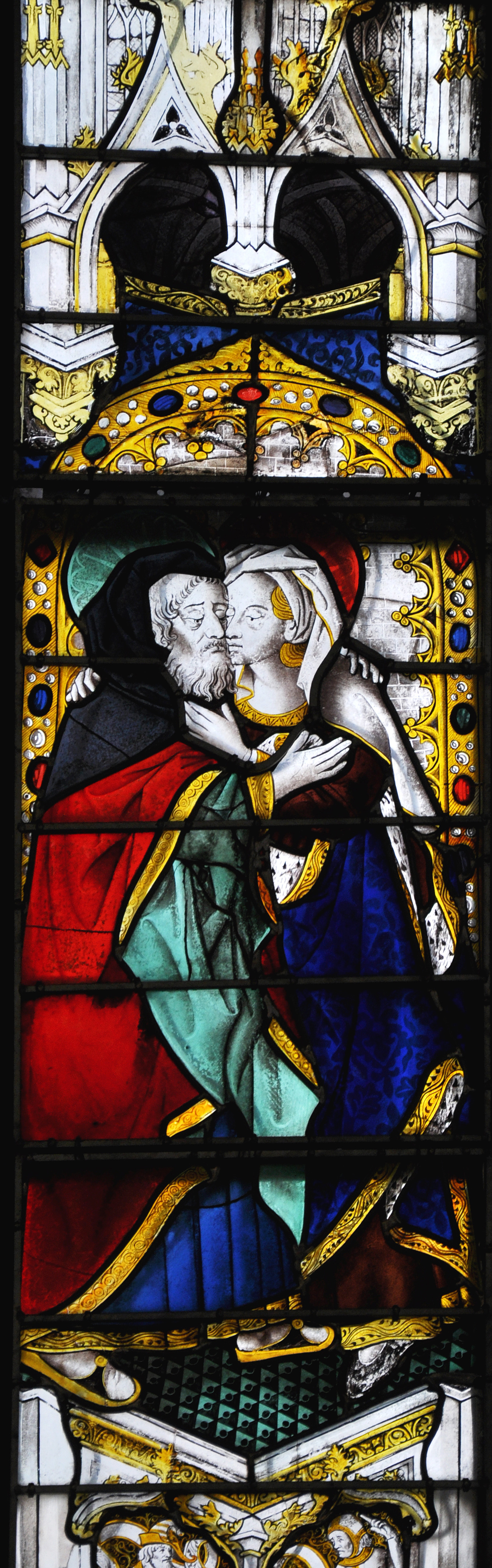
Begegnung an der Goldenen Pforte von Anna und Joachim, den Eltern Marias
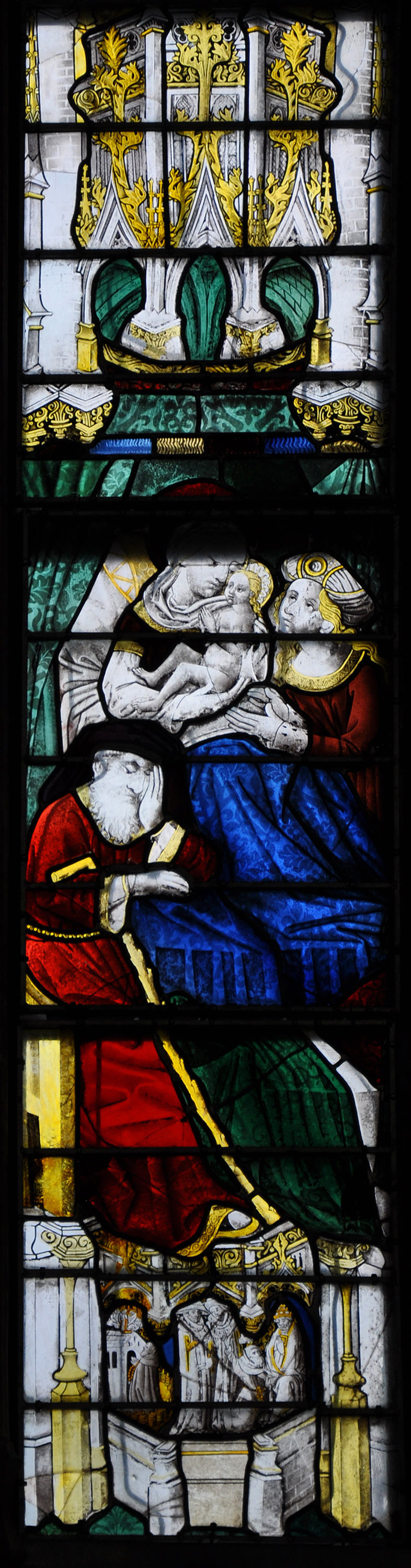
Geburt Mariens